# Grand Champ
Grand Champ - п'ятий студійний альбом американського репера DMX, випущений 16 вересня 2003 року на лейблах Def Jam Recordings і Ruff Ryders Entertainment. Альбом містить два популярні сингли: «Where the Hood At?» і «Get It on the Floor». Альбом розійшовся тиражем у 312,000 копій за перший тиждень і дебютував на 1-му рядку Billboard 200 This became DMX's fifth US number one debut on the chart.. Альбом був сертифікований як платиновий 7 листопада 2003 року і є п'ятим альбомом DMX поспіль, що дебютував на 1-му місці в чарті. Станом на жовтень 2009 року в США було продано 1,204,000 копій альбому. 
Grand Champ отримав загалом неоднозначні відгуки музичних критиків. У Metacritic, який присвоює нормалізований рейтинг із 100 рецензіям професійних видань, альбом отримав середню оцінку 58 на основі дванадцяти рецензій.

## Про альбом
Спочатку в Grand Champ була включена пісня «Ruled Out», яка є дисом на колишнього друга і співробітника Ja Rule, проте лейбл Def Jam (який був на той час постачальником права на лейбл Ja Rule, Murder Inc. Records) видалив пісню з альбому. Попередня версія «Fuck Y'all» вважається вступним синглом «The Great Depressionv, мав проблеми з ротацією в радіоефірі (були змінені назва пісні та текст).
У Великій Британії в Grand Champ був включений бонус-диск з хітом DMX під назвою «X Gon' Give It to Ya», який увійшов до саундтреку до фільму «Від колиски до могили» 2003 року.
Назва платівки посилається на вуличні собачі бої в Америці. Термін «grand champion» відноситься до бойового собаки, який виграв п'ять боїв без жодної поразки.
Grand Champ є останнім альбомом DMX, який випущений на Def Jam Recordings, та останнім альбомом, що очолив чарт Billboard 200.

## Список композицій
| #   | Назва                                                                             | Автор                                                                                   | Продюсер(и)                                                             | Тривалість |
| --- | --------------------------------------------------------------------------------- | --------------------------------------------------------------------------------------- | ----------------------------------------------------------------------- | ---------- |
| 1.  | «Dog Intro» (за участю Bashir Fadai)                                              | Earl Simmons Darold Trotter                                                             | Darold "Pop" Trotter                                                    | 3:32       |
| 2.  | «My Life» (за участю Chinky)                                                      | Simmons John Parker Talia Burgess                                                       | Dart La                                                                 | 3:09       |
| 3.  | «Where the Hood At?»                                                              | Simmons Franklin Crum Eriberio Serrano Antonio Hardy                                    | Tuneheadz                                                               | 4:46       |
| 4.  | «Dogs Out»                                                                        | Simmons Kanye West Ralph Bass Lowman Pauling                                            | Kanye West                                                              | 4:03       |
| 5.  | «Get It on the Floor» (за участю Swizz Beatz)                                     | Simmons Kasseem Dean                                                                    | Swizz Beatz                                                             | 4:22       |
| 6.  | «Come Prepared» (Skit)                                                            |                                                                                         | Joaquin "Waah" Dean Jay "Icepick" Jackson                               | 0:35       |
| 7.  | «Shot Down» (за участю 50 Cent і Styles P)                                        | Simmons Salaam Nassar David Styles Curtis Jackson                                       | DJ Salam Wreck                                                          | 3:42       |
| 8.  | «Bring the Noize»                                                                 | Simmons Crum Serrano                                                                    | Tuneheadz                                                               | 3:30       |
| 9.  | «Untouchable» (за участю Syleena Johnson, Cross, Infa-Red, Sheek Louch і Drag-On) | Simmons Tony Pizarro J. Lucien Sean Jacobs Shandel Green Shawn Martin Melvin Smalls     | Tony Pizarro Black Moses [a]                                            | 6:05       |
| 10. | «Fuck Y'all»                                                                      | Simmons Rondell Tuner Lou Courtney                                                      | Ron Browz                                                               | 3:43       |
| 11. | «Ruff Radio» (Skit)                                                               |                                                                                         | Joaquin "Waah" Dean Jay "Icepick" Jackson                               | 0:43       |
| 12. | «We're Back» (за участю Eve і Jadakiss)                                           | Simmons Crum Serrano Eve Jeffers Jason Phillips                                         | Tuneheadz                                                               | 4:25       |
| 13. | «Ruff Radio 2» (Skit)                                                             |                                                                                         | Joaquin "Waah" Dean Jay "Icepick" Jackson                               | 0:18       |
| 14. | «Rob All Night (If I'm Gonna Rob)»                                                | Simmons Dana Stinson                                                                    | Rockwilder                                                              | 3:27       |
| 15. | «We Go Hard» (за участю Cam'ron)                                                  | Simmons Dion Wilson Cameron Giles Fred Bridges Richard Knight Robert Eaton Ric Williams | No I.D.                                                                 | 3:36       |
| 16. | «We 'Bout to Blow» (за участю Big Stan)                                           | Simmons Damon Blackman Dennis Joyner Clarence Reid                                      | Dame Grease                                                             | 3:31       |
| 17. | «The Rain»                                                                        | Simmons George Spivey Leonard Perry Katie Davis Mallory Cowart                          | DJ Scratch                                                              | 3:27       |
| 18. | «Gotta Go» (Skit)                                                                 |                                                                                         | Joaquin "Waah" Dean Jay "Icepick" Jackson                               | 1:07       |
| 19. | «Don't Gotta Go Home» (за участю Monica)                                          | Antoine Macon Ryan Bowser Simmons                                                       | Antoine "Bam" Macon Ryan Bowser Mr. Devine [b] Victor Flowers [b]       | 4:17       |
| 20. | «A'Yo Kato» (за участю Magic and Val)                                             | Simmons Dean Floyd Massey Valerie Rangel                                                | Swizz Beatz                                                             | 3:46       |
| 21. | «Thank You» (за участю Patti LaBelle)                                             | Simmons Ron Holden Niem Washington                                                      | DMX Ron H Nemo Gerald Flowers [b] Victor Flowers [b] Reggie Flowers [b] | 3:01       |
| 22. | «Prayer V»                                                                        | Simmons                                                                                 | DMX                                                                     | 1:47       |
| 23. | «On Top» (за участю Big Stan)                                                     | Simmons Jermaine Russ Joyner                                                            | Mac G                                                                   | 3:34       |
| 24. | «X Gon' Give It to Ya» (International Bonus Track)                                | Simmons Shatek King                                                                     | Shatek                                                                  | 3:38       |

## Семпли
- «Where The Hood At» містить семпл з «Young, Gifted & Black» Big Daddy Kane і «I'll Play the Blues for You» Альберта Кінга
- «We Go Hard» містить семпл з «Didn't I Fool You» Ruby Andrews
- «The Rain» містить семпл з «Will She Meet The Train In The Rain» Greg Perry
- «Thank You» містить семпл з «I Want To Thank You» Alicia Myers

## Чарти
| Чарт (2003)                     | Вища позиція |
| ------------------------------- | ------------ |
| Australian Albums Chart         | 32           |
| Austrian Albums Chart           | 20           |
| Belgium Albums Chart            | 38           |
| Canada Albums Chart             | 2            |
| French Albums Chart             | 16           |
| German Albums Chart             | 6            |
| Netherlands Albums Chart        | 28           |
| New Zealand Albums Chart        | 7            |
| Swedish Albums Chart            | 42           |
| Swiss Albums Chart              | 10           |
| UK Albums Chart                 | 6            |
| US Billboard 200                | 1            |
| US Billboard R&B/Hip-Hop Albums | 1            |